# Cardigan (Wales)
Cardigan (walisisch: Aberteifi) ist eine walisische Stadt mit 4.203 Einwohnern (2001) an der Cardigan Bay. Die Stadt liegt in der Grafschaft Ceredigion, die bis 1996 Cardiganshire genannt wurde.

## Lage
Die Stadt Cardigan liegt am nördlichen Ufer des Teifi unweit seiner Mündung in die Cardigan Bay an der Grenze Ceredigions zu Pembrokeshire. Die Fernstraße A487 von Fishguard nach Caernarfon führt am Ort vorbei. Cardigan war bis 1974 Hauptort der Grafschaft Cardiganshire. 2007 hatte es geschätzte 4000 Einwohner. In dem Regionalzentrum für West-Wales befinden sich ein Krankenhaus, ein College, ein Kulturzentrum mit Kino, eine Stadthalle, ein Theater und Einkaufsmöglichkeiten. Cardigan ist Partnerstadt von Brioude, Frankreich.

## Geschichte
1093 errichtete der anglonormannische Lord Arnulf de Montgomery Cardigan Castle an der Mündung des Teifi, die jedoch nur wenige Jahre später von den Walisern zerstört wurde. Eine weitere Burg wurde 1110 errichtet, um die bald eine Siedlung entstand. Nach mehreren vergeblichen Belagerungen wurde die Burg 1165 von Rhys ap Gruffydd, dem Fürsten von Deheubarth erobert. Rhys ap Gruffydd errichtete an Stelle der hölzernen Burg eine steinerne Burg, damit war Cardigan Castle die erste Burg in Wales, die von einem walisischen Fürsten als steinerne Burg erbaut wurde. 1176 fand in der Burg ein Dichter- und Musikerwettkampf statt, der als der erste Eisteddfod gilt. Nach Rhys ap Gruffydds Tod 1197 waren Burg und Stadt heftig zwischen seinen Erben und den Engländern umkämpft und wechselten mehrfach den Besitzer. König Johann Ohneland verlieh der Stadt 1199 eine erste Charter. 1240 fiel Cardigan endgültig an die Engländer, die zum Schutz der Stadt eine steinerne Stadtmauer errichteten. Während des englischen Bürgerkriegs wurde die Burg von den Parlamentstruppen angegriffen. Cromwell ließ eine freie Schule errichten, die im 19. Jahrhundert abgerissen wurde.
Seit dem frühen Mittelalter hatte Cardigan einen Hafen. Er wuchs an Bedeutung und war bis in die Zeiten Elizabeths I. nach Milford Haven der wichtigste Hafen von Wales. Im 17. Jahrhundert entstand eine kleine Werft und eine Reeperbahn. Anfang des 19. Jahrhunderts waren über 300 Segelschiffe und über 1.000 Seeleute im Hafen von Cardigan registriert; dort wurden in fünf Werften 300 Schiffe gebaut. Schiefer aus Cilgerran wurde über den Hafen exportiert. Daneben diente der Hafen dem Fischfang und der Ausfuhr von Heringen und Salmen. Als der Fluss versandete, kam der Hafenbetrieb Anfang des 20. Jahrhunderts zum Erliegen. Pläne zur Freilegung des Hafenbeckens wurden nie realisiert. 1942 und 1976 fand in Cardigan das National Eisteddfod of Wales statt.

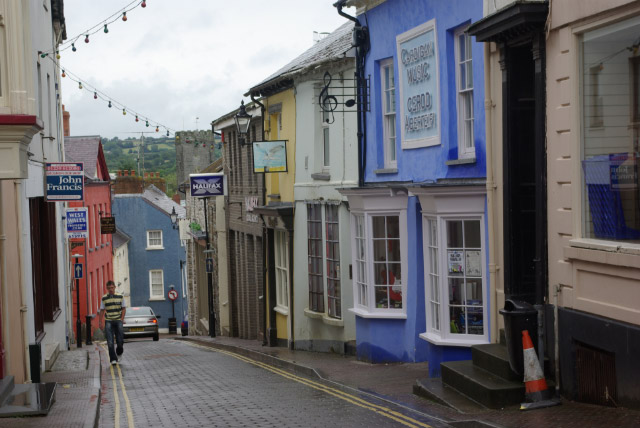
Cardigan, St. Mary Street

## Kultur
Zu Cardigans Sehenswürdigkeiten gehören eine sechsbogige Flussbrücke (1726), ein neugotisches Rathaus (1859) im Stil Ruskins, eine Markthalle und ein Lagerhaus am Hafen mit Kunsthandwerker-Ateliers. Die Ruine der Burg war bis 2003 in Privatbesitz und verfiel, seitdem wird sie umfassend restauriert und soll ab 2014 als Bildungs- und Kulturzentrum dienen.

## Walisische Sprache
In Cardigan wird überwiegend die Walisische Sprache gesprochen. Über 70 % der Einwohner verstehen und sprechen walisisch; 48 % können es auch schreiben. 2003 verabschiedete die Stadtverwaltung mit dem Welsh Language Board einen Sprach-Aktionsplan zur Erhaltung und Förderung der Sprache.

## Verschiedenes
- Die kleine unbewohnte Insel Cardigan Island liegt in der Mündung des Teifi bei Gwbert.
- Bei St. Dogmael’s endet der Pembrokeshire-Küstenwanderweg. Ein beliebtes Ausflugsziel ist die Bucht von Llangranog. Der Komponist Edward Elgar machte hier 1902 Urlaub; die walisischen Gesänge, die er bei seinen Spaziergängen hörte, inspirierten ihn zu seiner Introduction and Allegro for Strings.
- Cardigans Bahnhof wurde im Jahr 1963 unter Beeching stillgelegt.
- Das Kleidungsstück Cardigan verdankt seinen Namen nicht dem Ort, sondern James Brudenell, 7. Earl of Cardigan (1797–1868), dem Führer der Attacke der Leichten Brigade im Krimkrieg.